# Kinds of Kindness
Kinds of Kindness è un film a episodi del 2024 diretto da Yorgos Lanthimos.
Il cast principale include Emma Stone, Jesse Plemons, Willem Dafoe, Margaret Qualley, Hong Chau, Joe Alwyn, Mamoudou Athie e Hunter Schafer.

## Trama
Le storie sono ambientate in una città senza nome e appaiono slegate tra di loro ad eccezione di un misterioso personaggio di nome R.M.F., che compare in tutte e tre e dà il titolo ai singoli episodi. Gli stessi attori interpretano personaggi differenti in ogni vicenda.

### Episodio 1 -La morte di R.M.F.
Robert Fletcher è impiegato presso lo studio del mefistofelico Raymond, il quale controlla ogni aspetto della vita del suo sottoposto con indicazioni ben specifiche: Robert indossa gli abiti decisi da Raymond, fa l'amore con sua moglie Sarah solo quando Raymond lo comanda, perfino l'alimentazione e la lettura di libri sono controllati dal suo capo; in cambio riceve preziosi cimeli sportivi, quali una racchetta appartenuta a John McEnroe (e da lui danneggiata) e l'ultimo casco appartenuto ad Ayrton Senna.
Un giorno Raymond dà a Robert un ordine tremendo: provocare un incidente stradale in cui un certo R.M.F. rimanga ferito o addirittura perda la vita. L'uomo rifiuta perché non intende macchiarsi di un omicidio, ma in questo modo perde il favore di Raymond, che lo licenzia. Robert si scopre incapace di gestire da sé la propria vita: dopo aver confessato a Sarah di averla conosciuta su indicazione di Raymond e di averle somministrato di nascosto degli abortivi per obbedire al suo ordine di non avere figli, la moglie lo lascia; i colloqui per un nuovo lavoro vanno a vuoto, e perfino i tentativi di trovare una nuova partner, con gli stessi metodi suggeritigli dall'ex-capo per conquistare Sarah, falliscono. Raymond si riprende inoltre la racchetta di McEnroe: quando Robert lo implora di riassumerlo glielo nega, lasciando intendere che l'unica possibilità sia eseguire l'ordine.
Portando al parossismo uno degli insegnamenti di Raymond, Robert riesce ad avvicinare l'ammaliante Rita e a invitarla a cena; la donna non si presenta però all'appuntamento a causa di un incidente. Da una serie di indizi (tra cui il rinvenimento della racchetta in casa di lei), Robert capisce che Rita è la nuova galoppina di Raymond e che l'incidente è in realtà il compito che egli aveva affidato a lui. R.M.F., tuttavia, non è morto, e giace in fin di vita in ospedale: Robert, travestitosi da infermiere, lo rapisce e lo scarica nel parcheggio, per poi investirlo con la propria automobile; si reca infine a casa di Raymond, che lo abbraccia commosso mentre Vivian, la sua inquietante compagna, sarcasticamente dedica a Robert How Deep Is Your Love.

### Episodio 2 -R.M.F. vola
Liz, moglie del poliziotto Daniel, risulta dispersa in seguito a un naufragio. Dopo molti mesi, la donna viene ritrovata su un'isola deserta, e viene riportata a casa a bordo di un elicottero pilotato da R.M.F. Dapprima felice, Daniel si accorge presto di strani fenomeni: Liz non ricorda dettagli importanti del loro rapporto, le scarpe le stanno strette, cambia gusti in fatto di alimentazione. Liz si giustifica attraverso lo shock dell'esperienza subita, nonché al fatto di essere incinta, ma Daniel comincia a pensare che la donna sia in realtà un clone. A nulla valgono i consigli di Neil, caro amico con cui spesso fa sesso di gruppo insieme alle loro mogli: la paranoia di Daniel cresce al punto che, durante un semplice controllo, si convince che le persone da lui fermate siano in realtà complici del complotto, e spara accidentalmente a un ragazzo ferendolo gravemente. Il poliziotto viene quindi messo a riposo forzato e sotto psicofarmaci.
Durante la convalescenza, Daniel comincia a mettere a dura prova Liz, chiedendole di dimostrargli il suo amore con veri e propri sacrifici, come esigere che ella si mozzi un dito, lo cucini e glielo serva per cena. Nonostante le proteste di suo padre George (il quale non ha mai apprezzato Daniel), Liz esaudisce ogni desiderio del marito, ma questo non basta: Daniel arriva a pretendere che la moglie gli dia in pasto il suo stesso fegato, che se lo estirpa morendo dissanguata. Mentre lui osserva il cadavere, una donna identica a Liz suona alla porta di casa e si abbracciano con un Daniel finalmente felice.

### Episodio 3 -R.M.F. mangia un sandwich
Emily e Andrew sono adepti di una setta votata al culto dell'acqua, incaricati dal leader carismatico Omi di trovare un nuovo messia: la persona che cercano è una donna con una sorella gemella defunta, dotata di precisi parametri fisici e, soprattutto, della facoltà di resuscitare i morti. Molti tentativi vanno a vuoto perché ogni candidata, portata davanti a un cadavere, fallisce il compito. Emily approfitta delle missioni per andare a trovare segretamente il marito Joseph e la loro figlia, che ha abbandonato per abitare nel quartier generale della setta, dove si pratica il sesso libero e misteriosi rituali di purificazione.
Durante una missione, Emily viene avvicinata dalla stralunata Rebecca, la quale sembra misteriosamente al corrente dei piani della setta: ella dice che la sua gemella Ruth è in possesso di tutti i requisiti che dovrebbe avere il messia; tuttavia, il fatto che la stessa Rebecca sia viva la esclude automaticamente dai candidati. Intanto, Emily torna in segreto a casa ma Joseph ne approfitta per drogarla e violentarla; a quel punto Omi la caccia, poiché il sesso con i non-adepti è vietato dalle regole della congrega. Emily si vendica insultando Joseph davanti a sua figlia.
Decisa comunque a trovare il messia, Emily rintraccia Rebecca, che le narra come i poteri di Ruth una volta l'abbiano salvata dalla morte, sopraggiunta dopo un tuffo in una piscina vuota; pur di far sì che sua sorella vada incontro al proprio destino, la ragazza si suicida replicando il tuffo. Emily a questo punto va da Ruth, la narcotizza e verifica che i parametri fisici siano quelli ricercati; poi la porta nell'obitorio dov'è conservato il cadavere di R.M.F.: al tocco di Ruth, l'uomo si risveglia. Felice di aver adempiuto al proprio incarico, Emily riparte a tutta velocità con Ruth ancora priva di sensi a bordo, ma la sua guida spericolata provoca un incidente in cui la presunta messia muore.
Il redivivo R.M.F., intanto, se ne va in un fast food a mangiarsi un sandwich insudiciandosi la maglietta di ketchup. Una cameriera gli porge un tovagliolino perché si pulisca: questo è l'unico atto di vera, disinteressata gentilezza di tutte e tre le storie.

## Produzione
Lanthimos e Filippou hanno scritto la sceneggiatura del film, originariamente intitolato And, in fase di sviluppo con Element Pictures e Film4; Searchlight Pictures ha accettato di distribuire il film, che Lanthimos avrebbe anche diretto. L'inizio delle riprese per Emma Stone, Jesse Plemons, Willem Dafoe e Margaret Qualley era previsto a New Orleans nell'ottobre del 2022. In quel periodo Hong Chau, Joe Alwyn e Mamoudou Athie si sono uniti al cast. In un'intervista del febbraio 2023, Hunter Schafer ha rivelato di avere "un piccolo cameo" nel film.
Lanthimos ha girato il film mentre montava Povere creature!.

## Promozione
Il primo teaser trailer è stato distribuito il 27 marzo 2024.

## Distribuzione

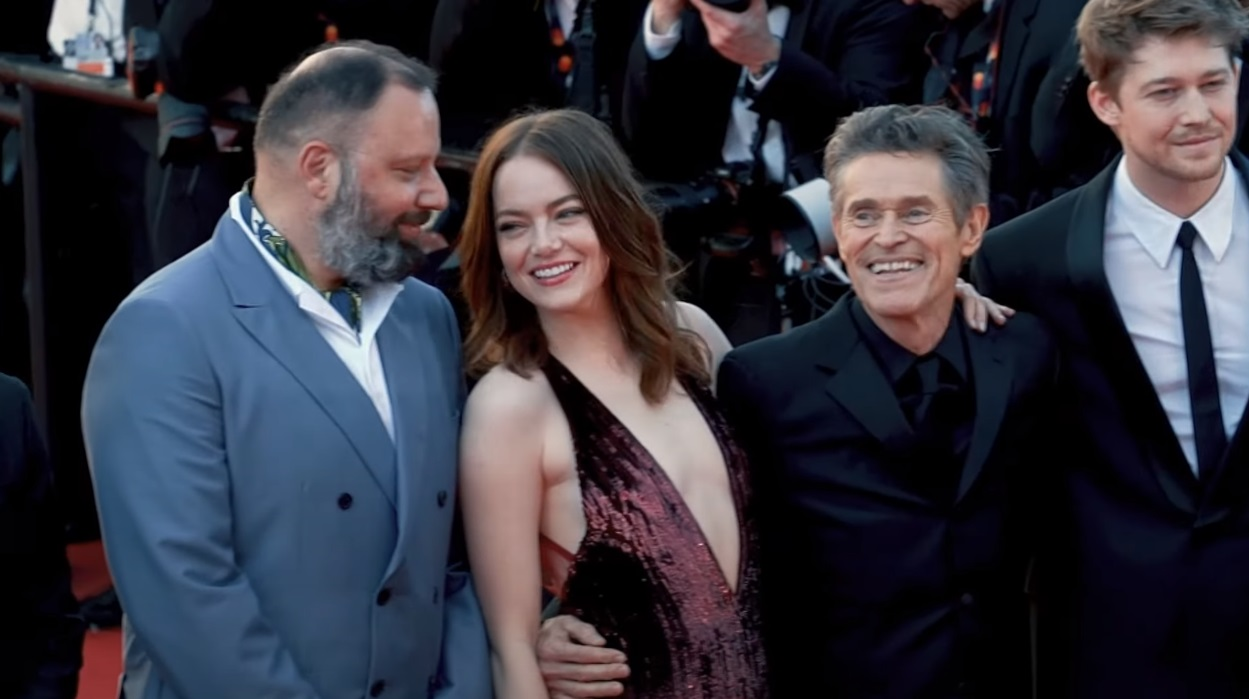
Il cast all’anteprima del film al Festival di Cannes 2024

Il film è stato presentato in anteprima mondiale il 17 maggio 2024 alla 77ª edizione del Festival di Cannes, prima di essere distribuito in Italia il 6 giugno  e nelle sale statunitensi quindici giorni dopo.
Negli USA è vietato ai minori di 17 anni per «strong/disturbing violent content, strong sexual content, full nudity and language». In Italia è vietato ai minori di 14 anni.

## Accoglienza

### Incassi
Il film ha incassato globalmente 16398509 $.

### Critica
Su Rotten Tomatoes 281 critici esprimono un gradimento del 71%, su Metacritic il voto medio di 58 critici è 64/100.
Simone Emiliani di Sentieri Selvaggi boccia il film, valutandolo appena 1,5 stelle su 5 e scrivendo che «Il regista greco torna a lavorare con il suo sceneggiatore e trasforma le sue sfumature di gentilezza in esibita crudeltà in cui si autocompiace della propria forma. Insostenibile». Poco favorevoli anche le recensioni di Emanuele Sacchi per MYmovies.it («è indubbio che Kinds of Kindness mostri la sua natura di film minore nell'ambito della sua [Lanthimos] filmografia. L'eccesso di compiacimento e la sostanziale esilità di argomenti nuovi lo rendono un affare per pochi»), Andrea Chimento per Il Sole 24 Ore («un deludente esercizio di stile privo di spessore»), Paolo Mereghetti per Corriere della Sera («un film da fischi, di rara insipienza») e Gianluca Amone per Cinematografo («ironia dissacrante, corali gregoriane e provocazioni non sempre riuscite e forse nemmeno spesso. I limiti di Lanthimos autore sono connessi a un cinismo divertito ma arido»).
Teo Youssoufian su Cinefacts scrive invece che nonostante qualche perplessità il film è «l'ennesima opera riuscita di un cineasta che oggi non assomiglia a nessun altro, che ha il coraggio di proporre storie originali e complicate e che possiede un dono speciale nella direzione degli attori»; su Movieplayer.it, Erika Sciammana scrive che il film è «crudo, stravagante, solenne. Yorgos Lanthimos è tornato alla sua poetica originale», dando 3,5 stelle su 5.

## Riconoscimenti
- 2024 - Festival di Cannes[19]
  - Prix d'interprétation masculine a Jesse Plemons
  - In concorso per la Palma d'oro
- 2025 – Golden Globe[20]
  - Candidatura per il miglior attore protagonista a Jesse Plemons